# Willy Belizer
Willy Belizer (* 30. November 1985 in Issyk, Kasachische SSR, Sowjetunion) ist ein deutscher Volleyballspieler.

## Karriere
Willy Belizer begann seine Karriere 1996 im Alter von elf Jahren beim VC Nagold. Mit der E-Jugend qualifizierte er sich für die Deutschen Meisterschaften. 2000 wechselte er zum TV Rottenburg, wo er bei den Männern in der Regionalliga Süd spielte. Im selben Jahr kam er durch gute Leistungen in die Landesauswahl Baden-Württemberg, mit welcher er drei Mal (2001, 2003 und 2004) den Bundespokal gewann. Von 2003 bis 2005 spielte er in der Junioren-Nationalmannschaft. Mit dieser belegte er 2004 bei der Junioren-EM in Zagreb den dritten Platz. Mit dem TV Rottenburg stieg er 2003 in die 2. Bundesliga Süd und 2006 in die 1. Bundesliga auf. Der TV konnte sich jedoch nicht in der ersten Liga halten und stieg nach einer Saison wieder ab. In der darauf folgenden Saison 2007/08 gewann Belizer mit seiner Mannschaft die Meisterschaft in der zweiten Liga und stieg mit dem TV 2008 erneut in die 1. Bundesliga auf. In der Saison 2008/09 erreichte er mit dem TV Rottenburg das verfolgte Ziel des Klassenverbleibs in der ersten Liga. Durch den Sieg über den TSV Giesen im letzten Heimspiel der Rückrunde sicherte sich Belizer mit dem TV Rottenburg erstmals den Einzug in die Playoff-Runde um die Deutsche Meisterschaft. Dies konnte das Team in den folgenden vier Spielzeiten noch drei Mal wiederholen. Die beste Platzierung gelang dabei in der Saison 2009/10 mit dem fünften Platz in der Hauptrunde. Dieser berechtigte zur Teilnahme am Challenge Cup des folgenden Jahres, bei dem Belizer mit den Schwaben das Achtelfinale erreichte. Nach 16 Jahren in Rottenburg beendete Belizer 2016 seine Karriere.